# Poincianella ortegae
Poincianella ortegae là một loài thực vật có hoa trong họ Đậu. Loài này được (Standl.) Britton & Rose miêu tả khoa học đầu tiên năm 1930.